# 武勝戰鬥
武勝戰鬥發生於1932年10月1日，地點則是在中國川中一帶，是國民革命軍內部所發生的內戰戰鬥之一。武勝戰鬥的交戰雙方，一方為蔣中正轄下的國軍中央軍所支持之同盟軍，另一方為川軍劉文輝部隊。

## 參看
- 國民革命軍內戰戰鬥列表